# East Dorset

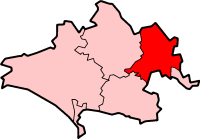
East Dorset dentro de Dorset.

East Dorset es un distrito de gobierno local en Dorset (Inglaterra). Se formó el 1º de abril de 1974 bajo la Ley de Gobierno Local de 1972, tras la fusión del distrito urbano de Wimborne Minster, el distrito rural de Wimborne y Cranborne, y parte del distrito rural de Ringwood y Fordingbridge. Originalmente denominado Wimborne, adoptó su nombre actual en 1988.
Al hallarse en las cercanías de New Forest, Bournemouth y de la costa de Dorset, la popularidad de la zona ha crecido rápidamente desde la década de 1970: las poblaciones de las localidades de Verwood, Ferndown, West Moors y Corfe Mullen han excedido la cuadriplicación. No obstante, el ambiente rural prevalece en ciertas zonas, especialmente en el norte y el oeste.
East Dorset cubre un área de 354,37 km², y tiene una población de 85.000 habitantes, según estimaciones para el 2006.